# 華登伯·美西亞斯·貴利奧
華登貝治·梅西亞斯·科爾賀（Waldenberg Messias Coelho，通稱Berg，1989年1月27日－），生於巴西阿拉戈斯州馬塞約，巴西足球運動員，司職進攻中場，於2009年效力巴西著名球會甘美奧，在2017年1月來港加盟理文流浪並於2月4日以0–1不敵南華的聯賽首次為球會上陣，其後一直因傷患未有上陣至季尾。 

## 外部連結
- 香港足球總會網站球員資料 （页面存档备份，存于）